# Nec aspera terrent
Nec aspera terrent (in italiano: Le difficoltà non spaventano) è un motto militare, sia in Italia sia all'estero. Tra gli altri, è il motto della classe Vettor Pisani , del sommergibile Pietro Venuti (S 528) e del reggimento Queen's Royal Hussars, del quale fece parte Sir Winston Churchill. Inoltre è il motto in calce al gonfalone del comune di Soncino, in provincia di Cremona.